# Парламентские выборы в Испании (1881)
Парламентские выборы в Испании 1881 года прошли 21 августа. Явка составила приблизительно 71,46 % от общего числа зарегистрированных избирателей.
Консерватора Франсиско де Паула Кейпо де Льяно на посту председателя Конгресса сменил либерал Хосе де Посада Эррера. 18 декабря 1883 года новым главой нижней палаты парламента стал Пракседес Матео Сагаста (Либеральная партия). Председателем Сената вместо консерватора Мануэля Гарсия Барсанальяна стал либерал Хосе Гутьеррес де ла Конча, в декабре 1883 года заменённый на генерала Франсиско Серрано (Династическая левая).

## Предыстория
В выборную кампанию 1881 года Либерально-консервативная партия, находившаяся у власти пять лет подряд, вступила, испытывая серьёзные проблемы. В 1878 году её покинул «Парламентский центр», группа сторонников политика и юриста, автора Гражданского кодекса Испании Мануэля Алонсо Мартинеса, вернувшись в ряды Конституционной партии, из которой они вышли в 1875 году. В 1880 году к конституционалистам примкнул со своими последователями генерал Арсенио Мартинес де Кампос. В том же году к либералам присоединился Хосе Посада Эррера, бывший лидер Либерального союза и председатель Конгресса депутатов в 1876—1878 годах. Вслед за ним в Конституционную партию вступила группа видных деятелей окончательно развалившейся Умеренной партии, не нашедшие себе места среди консерваторов, такие как Хосе Мария Альварес де Толедо-и-Акунья. После этого Конституционная партия была переименована в Объединённую либеральную (исп. Partido Liberal-Fusionista). В январе 1881 года лидер либералов Сагаста предложил королю Альфонсо XII передать правительство в руки его партии. Король согласился и 8 февраля 1881 года Сагаста впервые возглавил Совет Министров.

## Результаты
21 августа было избрано 392 члена Конгресса в самой Испании, 15 депутатов в Пуэрто-Рико (14 из них представляли Безусловную партию, де-факто филиал Либерально-консервативной партии на острове, и один независимый) и 24 на Кубе (4 автономиста и 20 от Конституционного союза, среди которых 7 консерваторов, 7 либералов, 3 прогрессивных либерала и 3 независимых).
Победу на выборах одержала Либеральная партия во главе с Пракседесом Матео Сагаста. Считая близких по идеологии депутатов, либералы смогли получить 298 мест в Конгрессе депутатов (76,03 %).. Главным оппонентам либералов, Либерально-консервативной партии Антонио Кановаса дель Кастильо пришлось удовлетвориться 62 местами (15,82 %), считая бывших модерадос, чья партия к тому времени окончательно слилась с консерваторами.
Итоги выборов в Конгресс депутатов Испании 21 августа 1881 года
| Партии и коалиции                                            | Партии и коалиции                                    | Партии и коалиции                                      | Партии и коалиции                     | Лидер                         | Голоса   | Голоса | Голоса | Места | Места |
| Партии и коалиции                                            | Партии и коалиции                                    | Партии и коалиции                                      | Партии и коалиции                     | Лидер                         | #        | %      | +/−    | Места | +/−   |
| ------------------------------------------------------------ | ---------------------------------------------------- | ------------------------------------------------------ | ------------------------------------- | ----------------------------- | -------- | ------ | ------ | ----- | ----- |
|                                                              |                                                      | Либеральная объединившаяся партия                      | исп. Partido Liberal-Fusionista, PLF  | Пракседес Матео Сагаста       |          |        |        | 290   | ▲226  |
| Все либералы                                                 | Все либералы                                         | Все либералы                                           | Все либералы                          | Все либералы                  |          |        |        | 290   | ▲212  |
|                                                              |                                                      | Либерально-консервативная партия                       | исп. Partido Liberal-Conservador, PLC | Антонио Кановас дель Кастильо |          |        |        | 62    | ▼233  |
| Все консерваторы                                             | Все консерваторы                                     | Все консерваторы                                       | Все консерваторы                      | Все консерваторы              |          |        |        | 62    | ▼242  |
|                                                              |                                                      | Демократическая партия                                 | исп. Partido Democrático, PD          | Эмилио Кастелар               |          |        |        | 12    | ▲6    |
|                                                              | Прогрессивная республиканская демократическая партия | исп. Partido Progresista Republicano Democrático, PPRD | Кристино Мартос                       |                               |          |        | 10     | ▲2    |       |
|                                                              | Независимые монархисты-прогрессисты                  | исп. Monarquía Progresista Independiente               |                                       |                               |          |        | 10     | ▲10   |       |
| Все прогрессисты                                             | Все прогрессисты                                     | Все прогрессисты                                       | Все прогрессисты                      | Все прогрессисты              |          |        |        | 32    | ▲18   |
|                                                              |                                                      | Католический союз                                      | исп. Unión Católica, UC               | Алехандро Пидаль              |          |        |        | 2     | ▲1    |
|                                                              | Традиционалисты                                      | исп. Tradicionalistas                                  | Хосе Мария Ампуэро                    |                               |          |        | 2      | ▲1    |       |
| Все католики-традиционалисты                                 | Все католики-традиционалисты                         | Все католики-традиционалисты                           | Все католики-традиционалисты          | Все католики-традиционалисты  |          |        |        | 4     | ▲2    |
|                                                              | Баскский союз                                        | Баскский союз                                          | исп. Unión Vasca, UV                  | Хоакин Вера, маркиз де Наррос |          |        |        | 1     | ▬ 0   |
|                                                              | Независимые                                          | Независимые                                            | Независимые                           | Независимые                   |          |        |        | 3     | ▼1    |
|                                                              |                                                      |                                                        |                                       |                               |          |        |        |       |       |
| Всего                                                        | Всего                                                | Всего                                                  | Всего                                 | Всего                         | ~604 879 | 100,00 |        | 392   | ▬ 0   |
| Зарегистрировано/Явка                                        | Зарегистрировано/Явка                                | Зарегистрировано/Явка                                  | Зарегистрировано/Явка                 | Зарегистрировано/Явка         | ~846 481 | 71,46  | ▼2,46  | ▼2,46 | ▼2,46 |
|                                                              |                                                      |                                                        |                                       |                               |          |        |        |       |       |
| Источник: - Historia Electoral - Spain Historical Statistics |                                                      |                                                        |                                       |                               |          |        |        |       |       |

1. ↑  ранее Прогрессивно-демократическая партия
2. ↑  На выборах 1879 года был избран один депутат от независимых карлистов как независимый ультра-умеренный

## Результаты по регионам
Либеральная партия заняла первое место по количеству избранных депутатов почти во всех провинциях, кроме Сеговии и Мурсии, в которых первенство сохранили консерваторы, Алавы (Страна Басков), где победили карлисты и баскские династисты, в провинции Паленсия первое место поделили либералы и консерваторы. В двух из четырёх крупнейших городов страны победили либералы. В Мадриде они взяли 5 мандатов из 8, два достались консерваторам, ещё один независимому прогрессисту. В Барселона либералы завоевали три из пяти мандатов, оставшиеся два поделили консерваторы и демократы. В двух других городах была зафиксирована ничья. Так, в Валенсии либералы, консерваторы и прогрессивные демократы поделили три мандата между собой. А в Севильи консерваторы и либералы завоевали по два мандата.

## Значение
Парламентские выборы 1881 года лишь формально носили характер конкурентных, на деле они были проведены в соответствии с незадолго до этого разработанным Антонио Кановасом дель Кастильо планом «Мирный поворот» (исп. El Turno Pacífico). Согласно ему в Испании создавалась двухпартийная система, в рамках которой две «официальные» партии, правоцентристская Либерально-консервативная и левоцентристская Либеральная должны были по очереди сменять друг друга у власти, не допуская перерастания противоречий между ними в политический кризис, грозивший стране очередной гражданской войной. Выбор между партиями должен был делать король, после чего политикам предстояло оформить победу нужной партии. «Мирный поворот» полностью исключал возможности победы на выборах любых других партий. Это достигалось местными боссами, прозванными «касиками» (исп. caciques), как с помощью подкупа и давления на избирателей, так и путём фальсификации выборов.
Начиная с 1881 года «Мирный поворот» много лет обеспечивал стабильность политической системы Испании, пока в начале XX века не стал давать сбои из-за нарастания разногласий между основными партиями и растущей активности электората, всё больше склоняющегося в сторону реальной оппозиции.
Таким образом, выборы 1881 года фактически стали лишь формальным оформлением перехода власти к Либеральной партии, на деле произошедний ещё в феврале того же 1881 года. Впрочем, партия оставалась у власти сравнительно недолго. 13 октября 1883 года Сагаста был вынужден покинуть пост премьер-министра и новым главой правительства стал Хосе Посада Эррера, который к тому времени успел примкнуть к партии Династическая левая (исп. Izquierda Dinástica), созданной в 1881 году на базе левого крыла Либеральной партии при участии прогрессивных демократов.
В 1884 году с Либерально-консервативной партией объединился Католический союз.